# Dracé
Dracé ist eine französische Gemeinde mit 1.178 Einwohnern (Stand: 1. Januar 2022) im Département Rhône in der Region Auvergne-Rhône-Alpes. Sie gehört zum Arrondissement Villefranche-sur-Saône und zum Kanton Belleville-en-Beaujolais. Die Einwohner werden Dracéens genannt.

## Geographie
Dracé liegt an der Saône. Umgeben wird Dracé von den Nachbargemeinden Romanèche-Thorins im Norden und Nordwesten, Saint-Symphorien-d’Ancelles im Norden, Thoissey im Nordosten, Saint-Didier-sur-Chalaronne im Osten und Nordosten, Mogneneins im Osten, Peyzieux-sur-Saône im Südosten, Taponas im Süden, Belleville-en-Beaujolais (mit Saint-Jean-d’Ardières) im Südwesten, Corcelles-en-Beaujolais im Westen sowie Lancié im Nordwesten.
Durch die Gemeinde führt die Autoroute A6.

## Weblinks

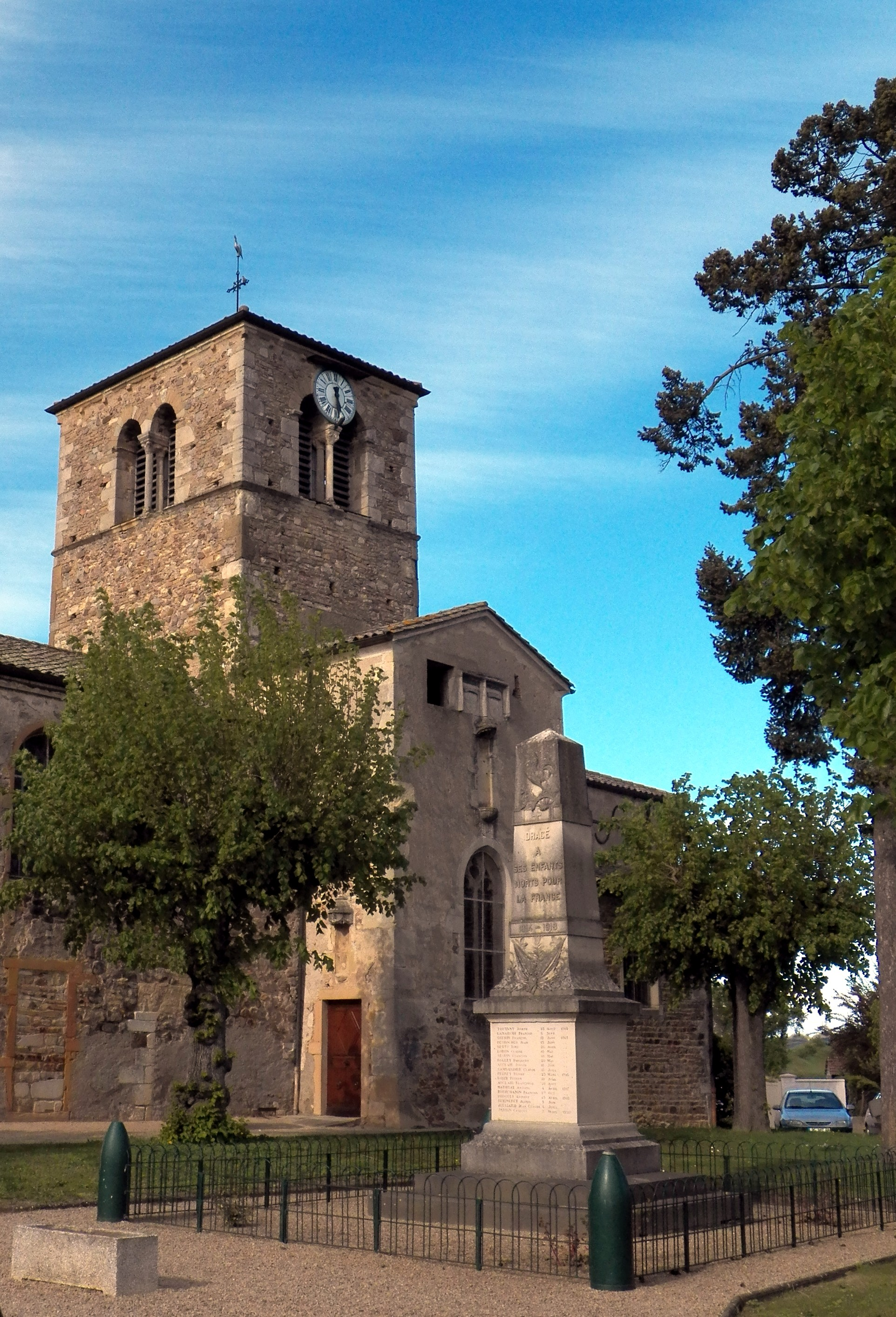
Kirche

## Bevölkerungsentwicklung
| Jahr                       | 1962 | 1968 | 1975 | 1982 | 1990 | 1999 | 2006 | 2013 |
| Einwohner                  | 502  | 507  | 513  | 576  | 696  | 717  | 904  | 991  |
| Quellen: Cassini und INSEE |      |      |      |      |      |      |      |      |

## Sehenswürdigkeiten
- Kirche